# Bdallophyton andrieuxii
Bdallophyton andrieuxii är en tvåhjärtbladig växtart som beskrevs av August Wilhelm Eichler. Bdallophyton andrieuxii ingår i släktet Bdallophyton och familjen Cytinaceae. Inga underarter finns listade i Catalogue of Life.